# Fokikos de Ámfisa
El Fokikos FC es un equipo de fútbol de Grecia que juega en la Gamma Ethniki, la tercera liga de fútbol más importante del país.

## Historia
Fue fundado en el año 1932, aunque existía de manera no oficial en 1928 en la ciudad de Phocis, en el distrito de Amfissa con el nombre Panamfissaikos. En 1952 lo cambiaron por Amfissaikos, después de lo cual volvieron a cambiarlo en 1964 por el que tienen actualmente.

### Constitución
Fue creado en 1928 el Panamfissaikos por los doctores Harry Lalaounis y Panagiotis Lytras, apoyados por futbolistas y sus hermanos. Su primer partido fue ante el Union Itea el 3 de mayo de 1931, y un año después fue oficialmente reconocido por la Federación Helénica de Fútbol. En la década de los sesenta llegó a competir en el segundo nivel de Grecia.

### Campeonato Nacional Amateur
Fokikos fue uno de los 80 equipos fundadores de la Delta Ethniki (Campeonato Amateur de Grecia) en 1977/78, aunque en 1982 descendieron al quinto nivel, pero retornaron en 1985. La Delta Ethniki es actualmente el cuarto nivel de Grecia, y en 1990 ascendieron a la Gamma Ethniki.

## Palmarés
- Gamma Ethniki: 3

1991/92, 1994/95, 2007/08
- Campeonato Regional de Focsis: 1

1947/48
- Campeonato Regional de Fthiotidophocis /Evritania: 9

1964–65, 1973–74, 1975–76, 1987-88, 1989–90, 1997–98, 2000–01, 2001–02, 2005-06
- Copa Regional de Focsis: 1

1947/48
- Copa Regional de Fthiotidophocis /Evritania: 13

1974–75, 1975–76, 1976-77, 1986-87, 1988–89, 1989–90, 1991–92, 1993–94, 1994–95, 1999-00, 2000–01, 2002–03, 2003–04, 2006-07.

## Entrenadores
| - Nick Zarkadis (1950–1952, 1954–1956, 1980) - Staikos Vasilis (1959 1962-63) - Leonidas Lelos Adamantidis (1958-1959,1961-1962 y 1974-1975 y 1977) - Pantelis Smargdis (1965) - Tasos Gatos-Mauropoulos Vagelis (1969–1970) - Stathis Mavridis (1971–72) - Litopoulos Lakis (1972-73) - Alekos Iordanou (1973) - Bambis Kotridis (1974) - Costas Zogzas (1974–75) - Pantelis Karalis (1975) - Kollias, C. (1976) - Ploubis Anastasios (1977–1979) - Yiannis Mpoukalis (1979) - Leonidas Giannelos (1980–81) - Alekos Iordanou, Antonis Ioannou (1981-1982) - Yiannis Ioannou (1985) - Koutroulis Peter (1986) - Nickolaos Argiroulis (1986–87) - Panagiotis Psichogios (1987–88) - Xenakis Michalis (1988-1989) - John Voudouris (1990–91) - Costas Karampelousis (1991) - Nick Patsiavouras (1992–93) - Antonis Ioannou, Dimitris Katsifloros, Peter Leventakos (1993-1994) - Nick Gourgiotis (1994–95) - Bojan Milisevits (1995-96) - Thanasis Dimitriadis, Antonis Ioannou (1996) - Giannis Gravanis (1996–97) - Dimitris Katsifloros (1998 y 2001-02) | - George Tambakis (1983–1984-1985 y 2002–03) - Hristos Vasiliou, John Markodimos (2003–2004) - Vaggelis Tsoukalis (2005-a) - Spyridon Dimopoulos (2005-b) - Thomas Anagnostopoulos/Achilleas Manetas (2005-c) - Thomas Anagnostopoulos (2005-d-2006) - John Gaitatzis (2006–07) - Makis Vaklaidis (2007–2008) - Apostolis Charalampidis (2008–2009) - Kostas Livas, Michalis Kasapis (2009–2010) - Kaberidis Georgios, Michalis Kasapis (2010–2011) - Petros Michos, Terzis Konstantinos (2012) - Krzysztof Warzycha, Petros Dimitriou (2012-2013) - Giorgios Koutsis (2013-2014) |

## Presidentes
| - Andreas Kiriakopulos (1932) - Charalambos Lalaounis - Ioannis Moskachlaidis (1946 & 1974) - Zitogiannos (1950) - Nikolaos Kordonis (1950) - Ioannis Gidogiannos (1952) - Konstantinos Evagelou (1953) - Efstathios Asimakopoulos (1959 and 1965) - K. Prigis (1968) - Papageorgiou Evagelos (1968-1970) - Avgeris Zumas (1971-1972) - Athanasios Psimoulis(1966-1967 and 1970) - Dimitrios Trigas (1975) - Elias Tzamtzis (1976–1978 and 1982) - Ioannis Kourelis (1976) | - G. Katramatos (1976) - Stylianos Kourelis (1985 & 1989-1990 & 1991-93) - Tagalis Agapitos (1985–1988,1996–1998) - Athanasios Kioutsikis (1987-1988) - Vassilios Tzamtzis (1993–95) - Vasilopoulos Panagiotis (1998–1999) - Karanasos Charalabos (1961 and 1999–2000) - Giorgos Konstantopoulos (2002) - Prokopios Despotidis (2003–05) - Dimitrios Karagiannis (2005–07) - Simos Papadimitriou (2007–presente) |